# Islam in der Republik Moldau

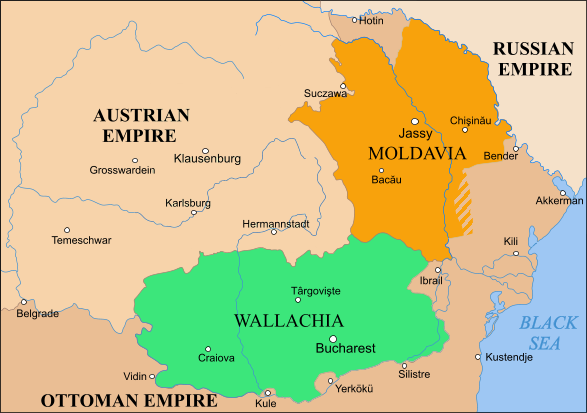
Neben walachischen Donaustädten standen auch die moldauischen Dnister-Städte Bender und Chotyn unter direkter osmanischer Herrschaft

Der Islam in der Republik Moldau existiert wie der Islam in Rumänien seit dem Mittelalter.
Die etwas mehr als 3.000 Muslime unter den 3,3 Millionen Staatsbürgern der ehemaligen Sowjetrepublik sind überwiegend Nogaier bzw. Tataren (aus anderen GUS-Republiken eingewandert) oder wiedereingewanderte Türken aus der Türkei und haben mit einem Anteil von etwa 0,1 % der Gesamtbevölkerung ebenso wenig Einfluss auf die moldauische Politik wie muslimische Minderheitenparteien in Rumänien.

## Geschichte
Von 1061 bis 1171 bildete die Walachei das Kernreich der turkstämmigen Petschenegen (bei denen 1068 eine muslimische Minderheit die Herrschaft angetreten hatte), während die Region Moldau unter der Herrschaft russischer Fürsten stand, die einige ebenfalls turkstämmigen Kumanen in ihre Dienste genommen hatten. Von 1171 bis 1240 dann gehörten die Walachei und die Moldau zum Reich der Kumanen, von denen sich ebenfalls bereits eine Minderheit zum Islam bekannte. Den Kumanen folgten die Mongolen bzw. Tataren, die unter ihrem islamischen Herrscher Nogai Khan von 1285 bis 1300 auch das Gebiet jenseits der Donau beherrschten. Damit fasste der Islam in der nördlichen Dobrudscha schon einige Jahrzehnte Fuß, bevor die rumänischen Fürstentümer Walachei und Moldau überhaupt erst entstanden (1330–1360).
Obwohl das Fürstentum Moldau seit 1455 jährlich Tribut an das Osmanische Reich zahlte, musste es 1484 die wichtigen Stützpunkte am Schwarzen Meer Chilia und Cetatea Albă dem Osmanischen Reich abtreten. 1538 verlor das Moldauische Fürstentum auch Tighina (türk. Bender) an das osmanische Eyalet Silistrien, Bender stand bis 1812 unter osmanischer Herrschaft.
Der moldauische Fürst Iliaș II. nahm 1546 den Islam an. Der moldauische Tribut stieg indessen auf 65.000 Goldstücke im 18. Jahrhundert, hinzu kamen 7.000 Goldstücke Tribut an das Khanat der Krimtataren.
Nach dem Zusammenbruch ihrer Herrschaft im angrenzenden Podolien (1699) siedelte die Osmanische Pforte loyale polnisch-muslimische Tataren in Lipkany (nahe Bălți) an, der Ort ist nach den Lipka-Tataren benannt.
In Chotyn (rumän.: Hotin, heute ebenfalls ukrainisch), das bis 1711 zum Fürstentum Moldau, dann auch bis 1812 direkt zum Osmanischen Reich gehörte, wurde der Türke Mustafa Bairaktar geboren, der bis zu seinem Tode 1808 osmanischer Großwesir war. Zwei weitere zwischen 1821 und 1828 amtierende türkische Großwesire stammten aus Bender (Benderli Ali Pascha und Benderli Mehmed Selim Sırrı Pascha).
Nach der Annektierung Moldawiens durch das Russische Reich wanderten große Teile der muslimischen Bevölkerung aus.

### 21. Jahrhundert
Nach einer Volkszählung von 2014 leben nur knapp 2000 Menschen muslimischen Glaubens im Staatsgebiet der Republik Moldau, es gibt jedoch noch Behauptungen, die von bis zu 17.000 Menschen muslimischen Glaubens sprechen.

## Islam im Bildungssystem
Seit dem Jahr 1994 bietet Moldawien islamische Grundkurse an, bspw. durch die Liga Islamica din Republica Moldova. Im Rahmen weiterer Bildungsangebote gibt es übergreifende Angebote mit Gruppen aus den Ländern Rumänien und der Türkei.